# هابارسكيو
هابارسكيو (بالفرنسية: Habarcq)‏ هي بلدية تقع في إقليم باد كاليه من منطقة نور با دو كاليه في شمال فرنسا. تبلغ مساحة هذه المدينة 7.03 (كم²)، وترتفع عن سطح البحر 94 م، يبلغ عدد سكانها 609 نسمة حسب إحصاء المعهد الوطني للإحصاء والدراسات الاقتصادية سنة 2009 م. وترأس Jean-Paul Accart البلدية خلال فترة (2008-2014).